# Parmotrema acrotrychum
Parmotrema acrotrychum är en lavart som först beskrevs av Kurok., och fick sitt nu gällande namn av Streimann. Parmotrema acrotrychum ingår i släktet Parmotrema och familjen Parmeliaceae.   Inga underarter finns listade i Catalogue of Life.